# Arancel ambiental
El arancel ambiental, arancel ecológico, arancel medioambiental, arancel verde, arancel climático, mecanismo de carbono en frontera, mecanismo de ajuste en frontera por emisiones de carbono, arancel de CO2 comunitario, arancel de carbono o mecanismo de ajuste de carbono en frontera (Carbon Border Adjustment Mechanism) es un impuesto a las importaciones que han creado algunos países —y estudian otros— para proteger sus industrias con el argumento de compensar los costos de producción derivados de las normas establecidas para reducir la contaminación ambiental y cuidar el medio ambiente. El arancel ambiental trata de evitar la fuga de carbono. Este impuesto ha sido cuestionado como una forma encubierta de proteccionismo de los países desarrollados en perjuicio de los países en desarrollo. Sin embargo la Unión Europea afirma que su mecanismo de ajuste de carbono en frontera (expresión con la que ha bautizado a su arancel ambiental) no es proteccionismo, sino una garantía de igualdad de condiciones en una situación donde algunos países hacen más esfuerzos que otros para alcanzar la descarbonización.
Debe diferenciarse el arancel ambiental del impuesto sobre el carbono (en realidad sobre las emisiones de gases de efecto invernadero) y del precio del carbono. Los 3 se encuentran dentro de la misma lógicaː como las emisiones de gases de efecto invernadero causan externalidades negativas (el calentamiento mundial), deben tener un precio que las disuada. La forma más simple es un impuesto sobre el carbono. Pero si unos países lo aplican y otros no, las industrias intensivas en emisiones de los países que sí lo imponen pueden verse perjudicadas por las de los países que no lo tienen (esto se denomina eco-dumping, ecodumping o dumping ecológico). El arancel ambiental viene a nivelar el campo de juego. Tanto el arancel ambiental como el impuesto sobre el carbono pueden considerarse ecotasas.

## Comercio internacional y degradación ambiental
Desde el inicio del siglo XXI, algunos analistas han sostenido que el aumento del comercio internacional causado por la globalización iniciada en la década de 1990, también ha causado un aumento considerable de la contaminación ambiental. En sentido contrario, otros analistas han argumentado que, a medida que los ciudadanos se vuelvan más ricos, también exigirán ambientes más limpios. Un documento del Banco Mundial de 1999 afirma que:

Dado que un comercio más libre aumenta los ingresos, contribuye directamente a aumentar los niveles de contaminación a través del efecto escala. Sin embargo, induce los efectos de composición (y) técnicos del aumento de los ingresos, los cuales tienden a reducir los niveles de contaminación.

Uno de los principales problemas que se plantean al discutir la imposición de aranceles ambientales es que reduciría el comercio internacional y afectaría en mayor medida a los países en vías de desarrollo, obrando como una medida proteccionista en beneficio de los países más ricos. Sus críticos sostienen que los aranceles podrían incluso no estar dirigidos a la fuente real de contaminación. Argumentan que la contaminación no es solo el resultado de bienes importados, sino que una gran parte de la contaminación sufrida ocurre dentro de las fronteras de un país, por lo que el arancel simplemente dañaría el comercio internacional sin realmente abordar la causa raíz de manera efectiva.
Los defensores de la implementación de tarifas ambientales sostienen que si se implementa correctamente, la tarifa podría servir como intervención estatal para promover el comportamiento estratégico de las naciones y empresas con menos regulaciones ambientales, para que adopten regulaciones más estrictas y establezcan métodos productivos que reduzcan la contaminación.

## Antecedentes

### Proyecto de Estados Unidos
Pese a que Estados Unidos ha tenido tradicionalmente una postura reticente a adoptar medidas para reducir la contaminación ambiental, ese país fue el primero en presentar un proyecto de ley para imponer un arancel ambiental contra las empresas que reduzcan sus costos instalando sus plantas en países con regulaciones menos cuidadosas con el medio ambiente. La norma propuesta fue denominada «Ley internacional de disuasión de la contaminación» y se presentó en el Senado en 1991.
Una de las principales características del proyecto fue la propuesta de crear un índice internacional de contaminación, incorporado en la Sección 5:

La Sección 8002 de la Ley de Eliminación de Desechos Sólidos (42 U.S.C.6982) se modifica agregando las siguientes nuevas subsecciones al final de la misma:
 `(t) El Administrador preparará, dentro de los ciento veinte días de la promulgación de esta sección y anualmente a partir de entonces, un índice de control de la contaminación para cada uno de los cincuenta países principales identificados por la Oficina de Comercio e Inversiones del Departamento de Comercio con base en el valor de exportaciones a los Estados Unidos a partir del cumplimiento de las normas de control de contaminación de ese país en las áreas de aire, agua, desechos peligrosos y desechos sólidos en comparación con los Estados Unidos. El propósito de este índice es medir el nivel de cumplimiento dentro de cada país con estándares comparables o superiores a los de Estados Unidos. El Administrador analizará, en particular, el nivel de tecnología empleada y los costos reales incurridos para el control de la contaminación en los principales sectores de exportación de cada país al formular el índice.

### Declaración ministerial de Doha
En 2001, se llevaron a cabo en Doha, Catar, negociaciones para mejorar las cuestiones relativas a la aplicación de los acuerdos actuales. Esta fue una conferencia obligatoria denominada Cuarta Conferencia Ministerial. Uno de los temas discutidos se refería a los problemas de las barreras comerciales sobre bienes y servicios ambientales. El resultado fue que los ministros acordaron una reducción o eliminación completa de las barreras arancelarias y no arancelarias a los bienes y servicios ambientales, como los convertidores catalíticos y los filtros de aire, por nombrar algunos.[cita requerida]

### Unión Europea
En marzo de 2020 se presentó en la Unión Europea un proyecto impulsado por Ursula von der Leyen, para establecer un arancel ambiental denominado Impuesto al Carbono en Frontera, donde propone fijar una tasa al dióxido de carbono (CO2) para importar  desde fuera de la Unión Europea bienes cuya producción emite mucho CO2, como el cemento. El Parlamento Europeo aprobó el 18 de abril de 2023 el «Reglamento del Parlamento Europeo y del Consejo por el que se establece un Mecanismo de Ajuste en Frontera por Carbono», que entrará en vigor gradualmente a partir de octubre de 2023.

## Problemas de implementación y resistencias
El arancel ambiental ha sido cuestionado como una forma encubierta de proteccionismo de los países desarrollados en perjuicio de los países en desarrollo. El «proteccionismo verde» es el uso de métodos destinados a abordar objetivos ambientales legítimos con el objetivo final de protección.
Los impuestos ambientales tienden hacer que las empresas trasladen su producción a los países en desarrollo, donde se aplican normas ambientales menos estrictas. Los aranceles ambientales no se implementaron en el pasado, en parte, porque no fueron sancionados por regímenes comerciales multilaterales como la Organización Mundial del Comercio y dentro del Acuerdo General sobre Aranceles Aduaneros y Comercio (GATT), hecho que generó críticas considerables y llamamientos a su reforma.
Además, el GATT aprueba el uso de aranceles como intervenciones de mercado, siempre que las intervenciones no discriminen productos, tanto extranjeros como nacionales. Se presentó un caso en disputa relacionado con esta política ante el GATT/OMC, que involucraba a los Estados Unidos y Canadá sobre las regulaciones ambientales canadienses sobre envases de bebidas.